# Philaeus
Genre
Synonymes
- Philia C. L. Koch, 1846 nec Schiödte, 1842

Philaeus est un genre d'araignées aranéomorphes de la famille des Salticidae.

## Distribution
Les espèces de ce genre se rencontrent en écozone paléarctique sauf Philaeus ruber du Guatemala.

## Liste des espèces
Selon World Spider Catalog (version 25.5, 19/01/2025) :
- Philaeus chrysops (Poda, 1761)
- Philaeus corrugatulus Strand, 1917
- Philaeus fallax (Lucas, 1846)
- Philaeus raribarbis Denis, 1955
- Philaeus ruber G. W. Peckham & E. G. Peckham, 1885

## Systématique et taxinomie
Philia C. L. Koch, 1846, préoccupé par Philia Schiödte, 1842, a été remplacé par Philaeus par Thorell en 1869.

## Publications originales
- Thorell, 1869 : « On European spiders. Part I. Review of the European genera of spiders, preceded by some observations on zoological nomenclature. » Nova Acta regiae Societatis Scientiarum upsaliensis, sér. 3, vol. 7, p. 1-108 (texte intégral).
- C. L. Koch, 1846 : Die Arachniden. Nürnberg, vol. 13, p. 1-234 (texte intégral).